# Klisura, Pirot
Klisura (chirilică: Клисура) este un sat situat în partea de sud-est a Serbiei, în Districtul Pirot. Aparține administrativ de comuna Bela Palanka. La recensământul din 2002 localitatea avea 222 locuitori. Satul este traversat de șoseaua E80.